# 챠오츄르

챠오츄르_닭가슴살+오징어

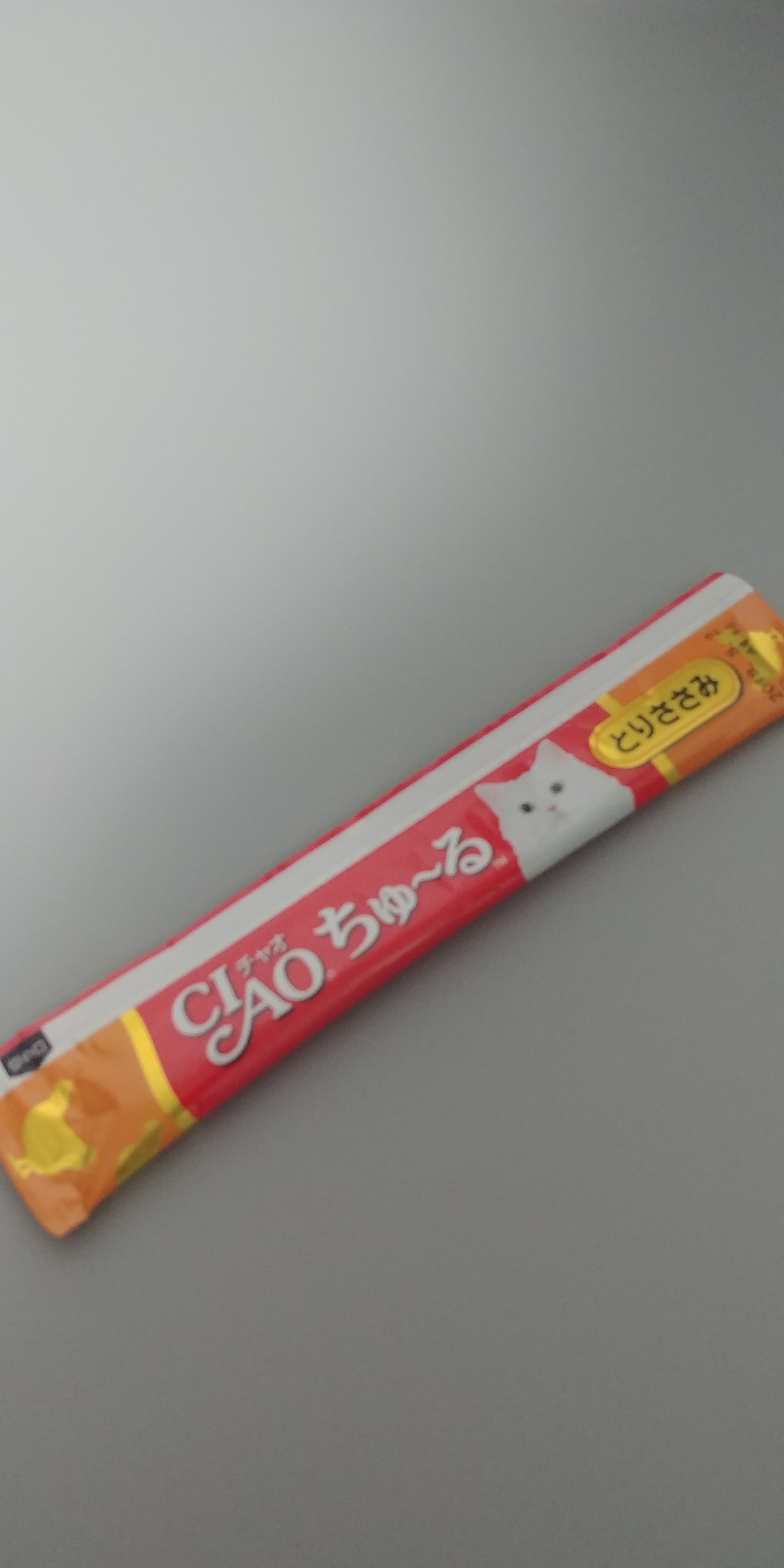
챠오츄르_닭가슴살

챠오츄르(일본어:CIAOちゅ〜る)는 일본의 이나바 식품이 내놓은 제품 중 하나다.

## '챠오츄르'가 만들어진 계기
생선통조림으로 입지를 굳힌 식품회사 '이나바'는 1958년 펫푸드 시장에 발을 들여놓는다. 그리고 1989년 프리미엄 고양이 푸드 브랜드 '챠오'를 출시하였다.
'챠오'는 나중에 독립법인이 된 이나바펫푸드의 대표 브랜드가 됐고 이나바펫푸드는 일본의 프리미엄 펫푸드 1위업체로 발돋움했으며, 이렇게 발전한 이나바펫푸드 회사에서 선보인 간식이 바로 챠오츄르이다.

## 포장
고양이에게 먹이기 편하게 낱개로는 막대형이며, 묶음으로 판매되는 제품은 막대형 8~12개가 한세트가 되어 판매된다.

## 고양이에게 먹이는 방법
막대형 포장이 된 제품 끝부분을 뜯어, 치약 짜듯이 조금씩 짜면서 먹이는 경우가 많다.
아니면 작은 그릇에 내용물을 다 짜내서 그릇을 들어 먹이는 방법도 있으며 먹이는 방법은 고양이마다 다를 가능성이 있다.

## 맛의 종류
단일 맛
- 가다랑어 맛
- 참치 맛
- 닭가슴살 맛
- 참치 맛
- 참치 맛(기능성)-키토산,녹차추출물이 장내 내용물의 냄새를 흡착하여 대변의 냄새를 줄여준다.
- 헤어볼 참치맛(기능성)-키토산, 섬유소가 많이 들어있어 대변 활동을 도와준다.
- 가쓰오부시 맛

두가지 이상의 맛
- 참치+가리비관자 맛
- 가쓰오부시+가다랑어+닭가슴살 맛
- 닭가슴살+가다랑어+멸치 맛
- 닭가슴살+오징어 맛
- 참치+왕게 맛
- 가다랑어+가다랑어포 맛
- 닭가슴살+동해산 게 맛
- 닭가슴살+새우 맛

그 밖에 일본 현지에서만 판매, 생산하는 맛을 포함하여 24가지의 맛이 존재한다.

## 보관법
냉장에 보관한다. 고양이의 손에 닿지 않는 곳에 보관하는 것이 좋고, 상온 보관은 하지 않는다.

## 칼로리 및 일일권장량
스틱 하나당 14kcal이며, 일일권장량은 하루 2개 스틱이며, 건강한 성묘의 경우 2개를 섭취하는 것이 건강에 아무런 문제는 없으나 
하루 1~2개 급여를 권장한다고 한다. 

## 성분
챠오 츄르의 성분은 약 92%가 수분이며 9%가 단백질, 2%의 지질과 비타민, 미네랄로 구성되어 있다.

다음의 내용은 챠오츄르 참치맛의 포장지 뒷면 성분표를 번역한 내용이다.
- 모든 종류의 챠오츄르에는 보존료가 없습니다!

명칭 캣 푸드( 간식)
원재료명
- 참치
- 참치엑기스
- 단백질 가수분해효소
- 물
- 당류(올리고당등)
- 식물성 유지
- 점증제(가공전분) 미네랄류
- 증점제
- 당류
- 조미료(아미노산등)
- 비타민E
- 녹차엑기스
- 홍색소

내용물
- 14gx4봉

원산국
- 일본

유통기한
- 하단에 표기

제조사
- 이나바 식품 주식회사

보증성분표
- 조단백: 7.0%이상
- 조지방: 0.2%이상
- 조섬유: 0.1%이하
- 조회분: 1.5%이하
- 수분: 91.0%이하

열량
- 약7칼로리 / 봉

급여방법
- 하루1봉을 기준으로 간식으로 주십시오.

주의
- 남은 것은 다른용기에 담아 냉장고에 보관하시고 되도록 빨리 주십시오.